# La macchina del tempo (programma televisivo)
La macchina del tempo è stato un programma televisivo di divulgazione scientifico-culturale ideato da Gregorio Paolini e andato in onda su Rete 4 per svariate edizioni tra il 1997 e il 2006, tutte condotte da Alessandro Cecchi Paone.
Dopo sei anni di assenza, tornò in onda dal 13 ottobre 2012 come spazio all'interno di TGcom24 cambiando il nome in Time House - Il tempo della scienza ogni sabato in diretta dalle 21.30 e la domenica in replica alle 16.30.
La trasmissione ha vinto un Telegatto come "Miglior trasmissione di informazione e cultura" e un Premio Regia Televisiva nella categoria "Top Ten", entrambi nel 2000.

## Il programma
Risposta Mediaset al noto programma documentaristico Quark, la prima puntata del programma è andata in onda l'11 marzo 1997 su Rete 4, condotto dall'ex giornalista Alessandro Cecchi Paone. Dapprima in onda nella prima serata del mercoledì, successivamente il programma è stato spostato al Giovedi. Ne erano autori, con Paolini e Cecchi Paone, Andrea Broglia, Barbara Ancillotti e Cristoforo Gorno . Dopo la fase di ideazione Gregorio Paolini lasciò il progetto. Due anni dopo l'avviamento e la messa in onda venne chiamato accanto a Broglia e Barbara Ancillotti, Roberto Giacobbo cui si aggiunsero dopo una stagione Cristiana Mastropietro e Fabio Di Gioia.
Il programma proponeva una serie di documentari acquisiti dai cataloghi di note emittenti straniere e case di produzione quali la BBC, Channel 4, National Geographic, Discovery Channel, ZDF e Buena Vista; piuttosto note erano anche alcune serie documentaristiche come Nel mondo dei dinosauri, L'emozione della vita e Le meraviglie del futuro, e venivano trasmesse anche alcune docufiction come su noti personaggi storici come Archimede, Gengis Khan e Leonardo. Il programma si presentava, soprattutto nelle prime edizioni, estremamente all'avanguardia grazie a un avanzato utilizzo della grafica computerizzata.
Il successo della trasmissione è stato tale da realizzare diversi altri prodotti correlati: I viaggi della macchina del tempo, striscia quotidiana e indipendente della trasmissione, una collana di libri pubblicati dalla casa editrice Il Saggiatore, una serie di videocassette vendute in allegato con il noto settimanale TV Sorrisi e canzoni, una rivista con cadenza mensile e un'emittente satellitare pay, MT Channel, diretta da Andrea Broglia, in onda su Stream TV prima e su SKY Italia successivamente, in onda dall'8 gennaio 2001 al 1º gennaio 2006 poi chiuso in seguito a una ridefinizione contrattuale tra SKY e la RTI New Media che curava il canale.
La trasmissione ha ricevuto un Telegatto nel 2000 come "Miglior trasmissione di informazione e cultura". L'anno successivo, in occasione dell'assegnazione del Telegatti del 2001, è stato oggetto di una polemica sollevata dallo stesso Alessandro Cecchi Paone in seguito all'assegnazione del premio "Miglior trasmissione di costume e cultura" alla prima edizione del reality show Grande fratello, nella quale la trasmissione era nominata insieme al programma di Rai 1 Quark; a parere del conduttore, non era corretto includere un reality show, genere appartenente alla categoria degli spettacoli di intrattenimento, insieme a programmi di divulgazione culturale e scientifica.

### Il ritorno del programma
Dopo anni il programma, col nome di Time House - Il tempo della scienza, è andato di nuovo in onda dal 13 ottobre 2012 sulla rete all news di Mediaset, TGcom24 (alla conduzione c'era, ancora una volta, Alessandro Cecchi Paone) ogni sabato in diretta alle 21:30 e la domenica in replica alle 16:30.

## Premi
- Telegatto al "Miglior programma di informazione e cultura" (2000)[2]
- Premio Regia Televisiva, categoria "Top Ten" (2000)